# Mycomya pini
Mycomya pini är en tvåvingeart som beskrevs av Vaisanen 1984. Mycomya pini ingår i släktet Mycomya och familjen svampmyggor.
Artens utbredningsområde är New York. Inga underarter finns listade i Catalogue of Life.